# Michael Supnick
Michael Supnick (Worcester, 13 luglio 1962) è un trombonista, trombettista, compositore, arrangiatore e scrittore statunitense naturalizzato italiano.

## Biografia
In U.S.A. studia prima alla Indiana University, Bloomington poi in seguito al Berklee College of Music di Boston.
Risiede in Italia dal 1986, dove vive insieme alla moglie Jole; è diventato uno dei principali artisti di New Orleans jazz.
Guida la Sweetwater Jazz Band, da lui fondata nel 1996.

## Curiosità
Nel film Forever Blues diretto e interpretato da Franco Nero, dove Nero fa la parte di un trombettista blues, l'esecuzione delle musiche con la tromba sono state doppiate da Michael Supnick che appare anche come trombonista nel video. Nella scena finale le mani appartengono a Michael Supnick che diteggia lo strumento che appare in mano a Franco Nero.

## Discografia

### 33 giri
- 1986 Marylyn, con Marilyn Volpe, I. M. I.International Music of Italy/SM 7099 (Long playing - disco in vinile a 33 giri)
- 1986 Viaggiare Oh…Oh…, di Renzo Arbore e la Barilla Boogie Band, Fonit Cetra/ALP2019 (Long playing - disco in vinile a 33 giri)
- 1988 Indietro tutta!, di Renzo Arbore e l'Orchestra "MAMMALI' TURCHI" di Gianni Mazza, Fonit Cetra (Long playing - disco in vinile a 33 giri)

### 45 giri
- 1986 "Kangaru'" di Lorella Cuccarini Prodotto dalla Polydor

### CD
- 1997 Classic Jazz, Michael Supnick e la Sweetwater Jazz Band, Helikonia
- 2005 Un Americano A Roma, con l'ospite Lino Patruno, Helikonia
- 2010 (Christmas Album), con la Sweetwater Jazz Band, ospiti Renzo Arbore e Arturo Valiante, Published by (Sifare Edizioni Musicali), prodotto dal pianista e arrangiatore  (Francesco Digilio)
- 2011 Top Jazz Standards: Jazz Mood Sifare Collection, Vol. 1 (Jazz Lounge Bar Quartet), con Michael Supnick, Arturo Valiante, Guido Giacomini, Giovanni Campanella. Published by (Sifare Edizioni Musicali), prodotto dal pianista e arrangiatore  (Francesco Digilio)
- 2011 American In Paris: Jazz Mood Sifare Collection, Vol. 2 (Le Cafe' de Paris), con Michael Supnick, Arturo Valiante, Guido Giacomini. Published by (Sifare Edizioni Musicali), prodotto dal pianista e arrangiatore  (Francesco Digilio)
- 2011 Smooth Jazz Trumpet and Piano: Jazz Mood Sifare Collection, Vol. 3 (Smooth Jazz & Lounge Cafe'), con Michael Supnick, Arturo Valiante. Published by (Sifare Edizioni Musicali), prodotto dal pianista e arrangiatore  (Francesco Digilio)
- 2011 American In Naples: Jazz Mood Sifare Collection, Vol. 4 (Jazz Cafe' Lounge), con Michael Supnick, Arturo Valiante, Guido Giacomini. Published by (Sifare Edizioni Musicali), prodotto dal pianista e arrangiatore  (Francesco Digilio)
- 2011 Michael Supnick e La Sweetwater Jazz Band Live, Vol. 1, Published by (Sifare Edizioni Musicali), prodotto dal pianista e arrangiatore  (Francesco Digilio)
- 2011 Michael Supnick e La Sweetwater Jazz Band Live, Vol. 2, Published by (Sifare Edizioni Musicali), prodotto dal pianista e arrangiatore  (Francesco Digilio)
- 2011 Sweet and Hot, con Michael Supnick, Paolo Petrozziello, Sergio Piccarozzi, e Marco Loddo Published by (Sifare Edizioni Musicali), prodotto dal pianista e arrangiatore  (Francesco Digilio)
- 2011 Little Christmas Album Published by (Sifare Edizioni Musicali), prodotto dal pianista e arrangiatore  (Francesco Digilio)

### CD di Jazz come ospite
- 1991 Big Band di e con B.O.B. Band di G. Oddi & D. Beltrame - disco disonorizzazione, BMG Ricordi/RCAL 1012
- 1995 Italian Big Band, ITALIAN BIG BAND diretta da M° Marco Renzi, FONE'/CD 003
- 1996 The Ghosts of the Twenties, The Ghosts of the Twenties di Red Pellini, Riviera Jazz Records/JCD 15
- 1999 Remembering Spiegle, Lino Patruno & The Red Pellini Gang. Featuring: Spiegle Willcox; Dan Barrett; Tom Baker; Lino Patruno Jazz Show/LPJSCD-03
- 2001 Relaxin' at New Orleans Café, Lino Patruno & The Red Pellini Gang, Duck Record/Platinum PLCD 064
- 2001 Jammin' for Condon's, Lino Patruno & his All Stars. Featuring: Ed Polcer; Dan Barrett; Tom Baker; Michael Supnick; Evan Christopher; Jim Galloway; Giampaolo Biagi; Rebecca Kilgore. Jazzology(USA)/JCD-400*
- 2001 Stringin' the Blues (Mauro Carpi & Friends), Mauro Carpi, LINOPATRUNO JAZZ SHOW/LPJSCD 05
- 2001 My Ideal con Lino Patruno, Red Pellini, Carlo Capobianchi, Giancarlo Colangelo, Ettore Zeppegno, Michele Ariodante, Bruno Lagattolla, Clive Riche, Gianni Sanjust, Romano Mussolini, Renzo Arbore, LINOPATRUNO JAZZ SHOW/LPJSCD 06
- 2003 Soundtracks, Lino Patruno e artisti vari, LINO PATRUNO JAZZ SHOW/LPJSCD 08
- 2003 Lino Patruno presents A Tribute to Bix Beiderbecke. Featuring: Bob Wilber; Kenny Davern; Howard Alden: Randy Sandke; Jon-Erik Kellso; Tom Pletcher; Randy Reinhart; Andy Stein; David Sager; Joel Forbes; Ed Metz Jr; Keith Nichols; Frans Siostrom; Walter Ganda; Michael Supnick; Clive Riche; e la Civica Jazz Band diretta da Enrico Intra. Jazzology (USA)/JCD-343
- 2004 Celebrating 50 Years in Jazz, Lino Patruno Jazz Show & his Blue Four, Jazz Me Blues/JMBCD-01
- 2004 Red Pellini Gang & Minnie Minoprio - Jazz, Minnie Minoprio e Red Pellini, CAPOVERSO EDIZIONI MUSICALI/HO 82801
- 2005 Forever Blues, con Lino Patruno. Featuring Minnie Minoprio. Carlo Mezzano EDIZIONI MUSICALI
- 2005 Storielle di un Pianista Viaggiatore, Leo Sanfelice, ISMA RECORD
- 2006 Forever Blues, Lino Patruno Jazz Show Live. Featuring: Kenny Davern e Minnie Minoprio. Jazz Me Blues/JMBCD-02
- 2006 Bibidi Bobidi Boop, Boop Sisters, Alfamusic/AFMCD130
- 2006 Swingin' the Blues, Minnie Minoprio, CAPOVERSO EDIZIONI MUSICALI/HO82804
- 2007 A Crooner in the Land of Dixie, Larry Franco Jazz Society, Philology/W362
- 2008 All of Me, Larry Franco, Philology/W420
- 2008 Lino Patruno Jazz Show - Live, Lino Patruno e artisti vari, JAZZ ME BLUES JMBCD-02
- 2009 JazzAmore, artisti vari, Rai Trade/RTP0212
- 2010 Christmas Traditional Jazz Concert 1, con la Traditional Jazz Studio Pavel Smetáček ospite Michael Supnick, Jazz At The Castle, Multisonic - Jazz na Hradê/31 0796-2 531 (Repubblica Ceca)
- 2010 Christmas Traditional Jazz Concert 2, con la Traditional Jazz Studio Pavel Smetáček ospite Michael Supnick, Jazz At The Castle, Multisonic - Jazz na Hradê/31 0796-2 531 (Repubblica Ceca)
- 2010 "Strip Ology" di Giorgio Cuscito Prodotto dalla Fm Records
- 2010 "Tiber River Dixieland" DI Giorgio Cuscito Prodotto dalla Fm Records
- 2011 "Mandolin Blues" di Lino Muoio Prodotto dalla Cheyenne Records (8033481240391)
- 2012 Lino Patruno Jazz Show Live 2012 Lino Patruno Published by (Sifare Edizioni Musicali), prodotto dal pianista e arrangiatore  (Francesco Digilio)
- 2012 Jumpin' Jazz Band con Valter Ganda, Alberto Guareschi, Francesco Licitra, Sandro di Pisa (Massimo Monti)
- 2013 Lounge Hotel and Bar Hits, Vol. 7 Published by (Sifare Edizioni Musicali), prodotto dal pianista e arrangiatore  (Francesco Digilio)
- 2013 Lounge Hotel and Bar Hits, Vol. 10 Published by (Sifare Edizioni Musicali), prodotto dal pianista e arrangiatore  (Francesco Digilio)
- 2014 Indiana (Live at AuditoriumDella Musica) Lino Patruno Jazz Show Sifare Edizioni Musicali
- 2014 Giorgio Cuscito and Swing Valley Band "Real Swing Music for Real Swing Dancers" prodotto da Giorgio Cuscito
- 2016 Doctor Jazz Lino Patruno Digi Beat Ltd
- 2016 "Mandolin Blues: the Piano session" di Lino Muoio Prodotto dalla Sifare Edizioni Musicali) (8033481240391)
- 2016 "Way Down Yonder in New Orleans" Lino Patruno Digi Beat Ltd

### CD Didattici
- 2012 Real Book and Beyond: Easy Jazz Lessons, Volume 1 con Michele Ariodante e Michael Supnick Sifare Edizioni Musicali
- 2012 Real Book and Beyond: Easy Jazz Lessons, Volume 2 con Vincenzo Barbato, Michele Ariodante e Michael Supnick Sifare Edizioni Musicali
- 2012 Didattica del Jazz Musicisti Associati Produzioni MAP
- 2013 Trumpet Section Workout (Nuccia Swing) con Vincenzo Barbato Sifare Edizioni Musicali
- 2013 Trumpet Lessons (Daily Warm-Ups and Flexibility Tutorial), Esercizi e libro elettronico. Sifare Edizioni Musicali.
- 2013 Trombone Lessons (Daily Warm-Ups and Flexibility Tutorial), Esercizi e libro elettronico. Sifare Edizioni Musicali.
- 2013 Trumpet Lessons (30 Major Scale Exercizes), Esercizi e libro elettronico. Sifare Edizioni Musicali.
- 2013 Trombone Lessons (30 Major Scale Exercizes), Esercizi e libro elettronico. Sifare Edizioni Musicali.

### CD altre genere
- 2005 Vintage... Ma Non Li Dimostra, Renzo Arbore, Warner Music Group
- 2006 PER AMORE  – TRIBUTO A Lelio Luttazzi - Renzo Arbore, Lucio Dalla, Christian De Sica, Fiorello, Greg, Mina, Gianni Morandi, Warner
- 2010 Back to Life con la Jonas Blues Band con ospite Renzo Arbore, musiche e arrangiamenti fiati, Prodotto da Francesco Digilio per la Sifare Edizioni Musicali in Roma
- 2011 The Greatest Hits Relaxing Chillout lounge Music, Vol. 1, con Francesco Digilio, Giuseppe Iampieri, Michael Supnick, Guido Ruggeri Sifare Edizioni Musicali
- 2011 The Greatest Hits Relaxing Chillout lounge Music, Vol. 2, con Francesco Digilio, Giuseppe Iampieri, Michael Supnick, Guido Ruggeri Sifare Edizioni Musicali
- 2011 Bobby Christmas, con Bobby Solo, Published by (Sifare Edizioni Musicali), prodotto e arrangiato dal pianista e produttore  (Francesco Digilio)
- 2012 Lipstick CD singolo, con Dott Reed Wasabi Music Produttore artistico: Federico Landini
- 2012 Here Comes The Bride Michael Supnick, Francesco Digilio Sifare Edizioni Musicali
- 2012 Volare è Meraviglioso, un omaggio a Domenico ModugnoPublished by (Sifare Edizioni Musicali), prodotto e arrangiato dal pianista e produttore  (Francesco Digilio)
- 2014 Renzo Arbore And Friends Gazebo Giallo
- 2014 Francesco Digilio & His Small Orchestra with I migliori anni '30 '40 '50 '60 '70 Italian style music Volume 1 (featuring Michael Supnick). Published by (Sifare Edizioni Musicali), prodotto e arrangiato dal pianista e produttore  (Francesco Digilio)
- 2015  Io faccio 'o show - Live al Teatro Regio di Parma, Renzo Arbore & Swing Maniacs, Gazebo Giallo, distribuito da Sony Music Entertainment Italy S.p.a

### CD Compilation
- 2002 Traditional Jazz Studio Pavel Smetáček 1961 - 1999, Frantisek Rychtareik (Repubblica Ceca)
- 2005 Voglio Fare La Modella, Leo Sanfelice, Rai Trade
- 2006 Renzo Arbore Sony Music
- 2007 "Red Pellini Gang, 10º Anniversario" Grotta Ric
- 2007 "Le Più Belle di Renzo Arbore" Sony BMG Music Entertainment (Italy)  S.p.A.
- 2007 Le più belle di...Renzo Arbore Warner Music Group
- 2008 Sigle Vintage (per il brano "Cangaru" con Lorella Cuccarini Cinevox
- 2010 "Lino Patruno Jazz Show & his Blue Four" Lino Patruno Produzione esecutiva Massimo Monti, MAP G CD 1945 (già Jazz Me Blues/JMBCD-01 & Duck Record/Platinum PLCD 066)
- 2010 Renzo Arbore Mads
- 2012 50 Greatest Jazz History : The Standards (Great Jazz Standards) Sifare Publishing Music Library 2012 Sifare Edizioni Musicali
- 2012 The First Complete Wedding Music Collection (100 Wedding Marches, Ave Maria, Instrumental Romantic Classics, Line Dances, Lounge, Jazz, Evergreen, Dance 70-80-90) Believe Digital
- 2012 The Italian Jazz Legend Lino Patruno Believe Digital
- 2013 Un'Ora Con... Renzo Arbore Sony Music Entertainment
- 2013 Jazz Big Band Classics: Essential Dixieland Collection Believe Digital
- 2013 Smooth Jazz Radio, Volume 4 Sifare Edizioni Musicali
- 2013 Jazz Café, Vol. 3 - Chillin' Trumpet Classics in Lounge artisti vari The Restoration Project
- 2013 The Christmas Jazz Collection artisti vari Believe Digital
- 2014 La Musica delle Donne Minnie Minoprio e artisti vari Believe Digital
- 2014 Francesco Digilio & His Small Orchestra with I migliori anni '30 '40 '50 '60 '70 Italian style music Volume 1. Published by (Sifare Edizioni Musicali), prodotto e arrangiato dal pianista e produttore  (Francesco Digilio)
- 2015 Francesco Digilio & His Small Orchestra with I migliori anni '30 '40 '50 '60 '70 Italian style music Volume 4. Published by (Sifare Edizioni Musicali), prodotto e arrangiato dal pianista e produttore  (Francesco Digilio)
- 2015 Francesco Digilio & His Small Orchestra with I migliori anni '30 '40 '50 '60 '70 Italian style music Volume 6. Published by (Sifare Edizioni Musicali), prodotto e arrangiato dal pianista e produttore  (Francesco Digilio)
- 2015 Francesco Digilio & His Small Orchestra with I migliori anni '30 '40 '50 '60 '70 Italian style music Volume 7. Published by (Sifare Edizioni Musicali), prodotto e arrangiato dal pianista e produttore  (Francesco Digilio)
- 2015 Francesco Digilio & His Small Orchestra  - 50 Best Italian Restaurant Music. Published by (Sifare Edizioni Musicali), prodotto e arrangiato dal pianista e produttore  (Francesco Digilio)
- 2017 Renzo Arbore in "Arbore Plus" Gazebo Giallo
- 2018 "Chill Hits" Published by (Digi Beat Ltd), prodotto e arrangiato dal pianista e produttore (Francesco Digilio)
- 2018 "Chilled Jazz" Published by (Sifare Edizioni Musicali Publishing), prodotto e arrangiato dal pianista e produttore (Francesco Digilio)
- 2018 "Jazz Ballad Tracks" Published by (Sifare Edizioni Musicali Publishing), prodotto e arrangiato dal pianista e produttore (Francesco Digilio)

### DVD
- 2005 Lino Patruno Jazz Show Live In Rome, Blue River/BRDVD-01
- 2007 Renzo Arbore & Co – Malefatte tivvu antiche e moderne, Rai Trade
- 2015 Io faccio 'o show - Live al Teatro Regio di Parma, Renzo Arbore & Swing Maniacs, Gazebo Giallo, Distribuited by Sony Music Entertainment Italy S.p.a
- 2015 Gli show di Arbore, Renzo Arbore Centauria Srl, Corriere della Sera

### Colonne sonore (autore e esecutore)
- 2014 Roma, Una Breve Eternità di Vittorio Pavoncello con Beatrice Palme e Lydia Biondi. ECAD e ARTEPOINT Produzioni

### Colonne sonore (esecutore)
- 1991 Big Band di e con B.O.B. Band di G. Oddi & D. Beltrame - disco disonorizzazione, BMG Ricordi/RCAL 1012
- 1991 Americano Rosso film di esordio del regista Alessandro D'Alatri, Musiche di Gabriele Ducros, Warner Bros. Pictures
- 1992 Ricky e Barabba diretto ed interpretato da Christian De Sica con Renato Pozzetto, musiche di Manuel De Sica, Mario Cecchi Gori, Vittorio Cecchi Gori
- 2005 Forever Blues di e con Franco Nero, Moviemax/MHE 20858
- 2007 "Romolo il Grande" con Lino Patruno Carlo Mezzano Music

## Filmografia
- 1999 La leggenda del pianista sull'oceano, regia di Giuseppe Tornatore, attore e musiche
- 2000 U-571, regia di Jonathan Mostow, attore musicista. Prodotto da Dino De Laurentiis per la Universal Pictures
- 2005 Forever Blues, regia di Franco Nero, attore e musiche, Moviemax/MHE 20858
- 2010 Angelus Hiroshimae, regia di Franco Nero, attore e musiche, World Distribution Tbc

## Radio e Televisione
Per Radio RAI:
- 1987 - 1991 ospite varie volte sul Radiodue Sera Jazz con Adriano Mazzoletti
- 1994 Che Domenica Ragazzi con Lino Banfi
- 1995 Viva La Radio con Lino Banfi
- 1996 Via Asiago 10 con Lino Banfi
- 2007 Zona Cesarini (trasmissione radiofonica) arrangiamento e esecuzione della sigla e alcuni brani all'interno della trasmissione

Trasmissioni televisive RAI:
- 1986 Tandem sul Rai 2 con Marcello Rosa
- 1988 Indietro tutta! con Renzo Arbore
- 1988 Di Che Vizio Sei con Gigi Proietti
- 1989 Laurito Elettorale con Marisa Laurito e Renzo Arbore
- 1991 Scommettiamo che...? con Fabrizio Frizzi
- 1992 Scommettiamo che...? con Fabrizio Frizzi
- 1993 Scommettiamo che...? con Fabrizio Frizzi
- 1998 Super Furore con Stefano Palatresi
- 1999 La Vita Che Verrà miniserie tv sul Raidue, regia di Pasquale Pozzessere
- 2004 Son felice sol così quando canto notte e dì: Do Re Mi Fa Sol La Si con Renzo Arbore
- 2005 Speciale per Me, ovvero Meno siamo, meglio stiamo con Renzo Arbore
- 2006 Cominciamo bene - Prima con Leo Sanfelice
- 2014 Concerto di Natale con il brano Blue Christmas con la Sweetwater Jazz Band, cantato da Renzo Arbore, Raidue

Per Canale 5:
- 1986 Buona Domenica condotto da Maurizio Costanzo con Marcello Rosa
- 2002 Maurizio Costanzo Show con Maurizio Costanzo con Renzo Arbore
- 2002 Donna sotto le stelle con Renzo Arbore

Per Stream TV:
- 2001 Casa Laurito con Marisa Laurito

## Libri
- 2015 "Passing Moments" romanzo. 232 pagine. AltroMondo Editore ISBN 978-88-98347-90-2.